# Rhynchoserica
Rhynchoserica är ett släkte av skalbaggar. Rhynchoserica ingår i familjen Melolonthidae.
Kladogram enligt Catalogue of Life:
| Rhynchoserica | \| \| Rhynchoserica clypeata \| \| \| \| \| \| Rhynchoserica rostrata \| \| \| \| |
|               | \| \| Rhynchoserica clypeata \| \| \| \| \| \| Rhynchoserica rostrata \| \| \| \| |
|               | Rhynchoserica clypeata                                                            |
|               |                                                                                   |
|               | Rhynchoserica rostrata                                                            |
|               |                                                                                   |